# قاضي كندي
قاضي كندي هي قرية في مقاطعة أذر شهر، إيران. في تعداد عام 2006 ، لوحظ وجودها، ولكن لم يتم الإبلاغ عن سكانها